# Nesles-la-Vallée
Nesles-la-Vallée egy község Franciaországban. Lakosainak száma 1823 fő (2022. január 1.).

## Földrajza
Nesles-la-Vallée Hédouville, Auvers-sur-Oise, Valmondois, Frouville, Hérouville-en-Vexin, Labbeville és Parmain községekkel határos.